# Stazione di Hanakoganei

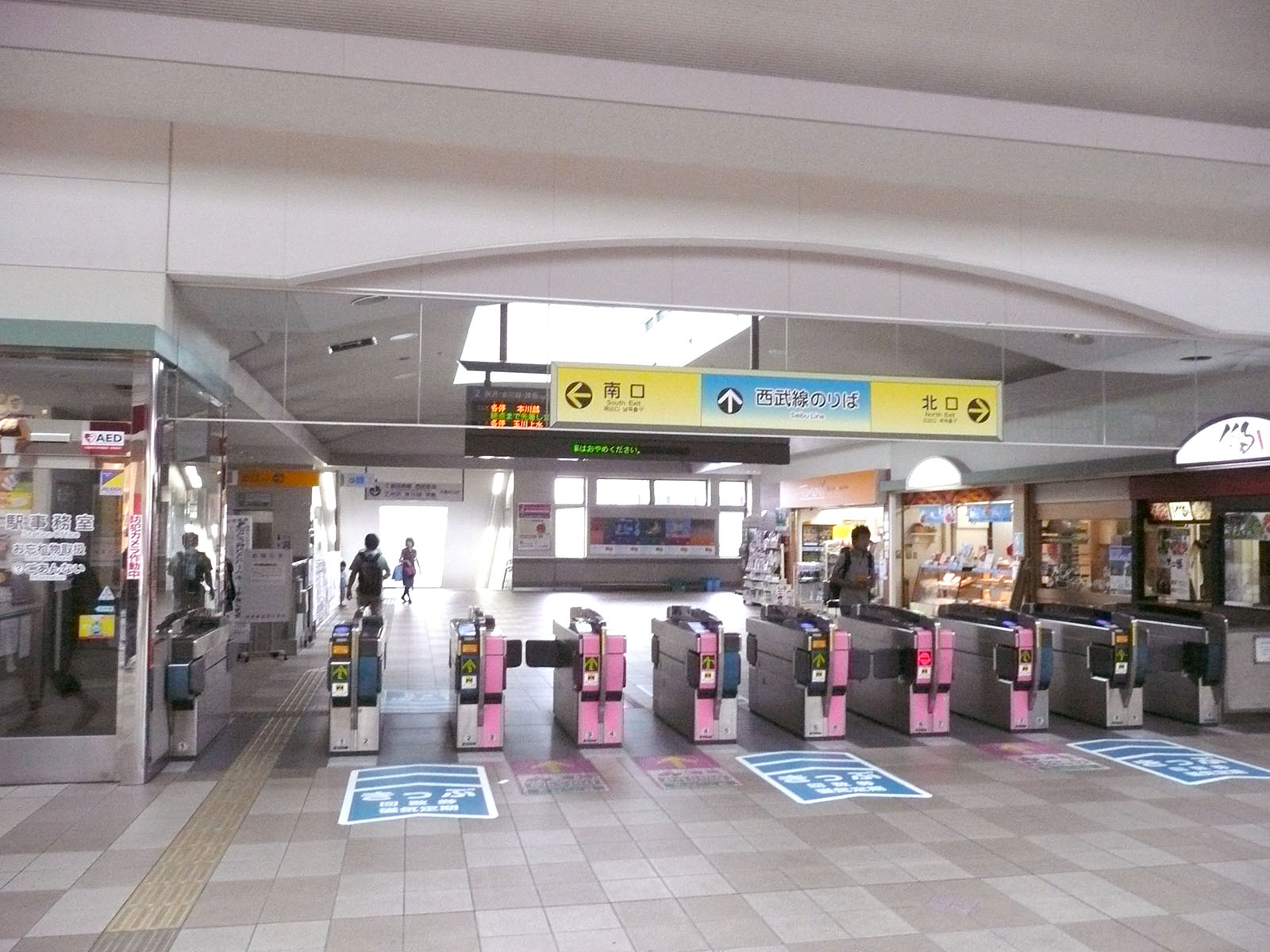
L'area tornelli del fabbricato viaggiatori

La stazione di Hanakoganei (花小金井駅?, Hanakoganei-eki) è una stazione ferroviaria della città di Kodaira, nell'area metropolitana di Tokyo, ed è servita dalla linea Shinjuku delle Ferrovie Seibu, a circa 20 km di distanza dal capolinea di Seibu-Shinjuku.

## Linee
Ferrovie Seibu
● Linea Seibu Shinjuku

## Struttura
La stazione si trova in superficie ed è dotata di un marciapiede a isola con due binari passanti, collegata al fabbricato viaggiatori sopraelevato da scale fisse, mobili e ascensori.
| 1 | ● Linea Seibu Shinjuku | per Kami-Shakujii, Takadanobaba e Seibu-Shinjuku        |
| 2 | ● Linea Seibu Shinjuku | per Higashi-Murayama, Tokorozawa, Haijima e Hon-Kawagoe |

## Stazioni adiacenti
| «                    | Servizio             | »                    |
| Linea Seibu Shinjuku | Linea Seibu Shinjuku | Linea Seibu Shinjuku |
| -------------------- | -------------------- | -------------------- |
| Tanashi              | Locale               | Kodaira              |
| Tanashi              | Semiespresso         | Kodaira              |
| Tanashi              | Espresso             | Kodaira              |
| Transito             | Espresso pendolari   | Transito             |